# Camille Van Hoorden
Camille Vanhoorden, né en 1878, est un footballeur international et entraîneur belge. Il faisait partie de l'équipe belge (Université de Bruxelles), médaillée de bronze au tournoi d'exhibition des Jeux olympiques de Paris en 1900.
Il fut sélectionné à 24 reprises en équipe nationale belge entre 1904 et 1912. Il fut 11 fois capitaine et participa au match de football Belgique – France (1904), premier match officiel disputé par les deux sélections nationales.

## Carrière comme joueur
- Sporting Club de Bruxelles
- Union FC d'Ixelles
- Racing Club Bruxelles

Au total : 204 matchs, 16 buts

## Palmarès comme joueur
- Champion de Belgique en : 1908
- Coupe de Belgique en : 1912
- aux Jeux olympiques d'été de 1900